# Tommi (film)
Tommi (Томми) è un film del 1931 diretto da Jakov Aleksandrovič Protazanov. Basato sul racconto Il treno blindato 14-69 di Vsevolod Vjačeslavovič Ivanov, è il primo film sonoro di Protazanov.

## Trama
In Siberia, durante la guerra civile, un gruppo di partigiani bolscevichi, incaricato di rifornire di armi e munizioni l'Armata rossa, cattura Tommy, un soldato inglese che combatte per i Bianchi. Durante la prigionia, l'inglese finisce per comprendere e condividere i valori dei bolscevichi.